# شهرستان یانیوان
شهرستان یانیوان (به لاتین: Yanyuan County) یک شهرستان‌های جمهوری خلق چین در چین است که در لیانگشان یای واقع شده‌است. شهرستان یانیوان ۸٬۳۸۸ کیلومتر مربع مساحت و ۳۵۶٬۰۰۰ نفر جمعیت دارد.